# Hermandad de la Entrada de Jesús en Jerusalén (Ciudad Real)
La Hermandad de Las Palmas, que así es su denominación estatutaria, procesiona el Domingo de Ramos desde las doce de la mañana por las calles de Ciudad Real. Es conocida popularmente como "La Borriquilla".

## Historia
Fundada en 1945 al calor de la Congregación Mariana, cuyo anagrama lleva por emblema. Durante los primeros años, por la escasez de penitentes, desfilaron en esta Cofradía los de la Oración del Huerto. 
Cuenta con dos pasos. El primero el Niño de la Paz, obra anónima que data del sigo XVII, donada a la Hermandad por una familia ilustre de la ciudad, el segundo paso representa la entrada triunfal del Señor en Jerusalén subido en un pollino, obra del taller Rabas-Royo y adquirida por mediación de José Mur. 
Posee una bella colección de estandartes cuyo motivo ornamental se basa en el "Hosanna bíblico", diseñada por los talleres de José Mur.
Tiene compuesta una marcha fúnebre llamada "Entrada en Jerusalén", que nació en Sevilla en el verano de 1949, en la Residencia de Oficiales del Cuartel del Duque. La compuso el director de la banda del Regimiento Soria número 9, Juan Vicente Más Quiles, en agradecimiento a su amigo y pintor F. Bermúdez (uno de los fundadores de la Hermandad de las Palmas) por un retrato que éste le realizó. Le entregó la partitura con su instrumentación y el pintor se la proporcionó a la Cofradía para que hiciesen copias. La marcha sonó por primera vez en el año 50 pero en el 57 dejó de oírse. 
En 1975 la banda de la Agrupación Musical de Ciudad Real, desfiló por las calles de la capital por primera vez, acompañando al "paso" de la Borriquilla.
En 2003, se le incorporó al paso una palmera y se adecuó para ser portado por costaleros, al año siguiente se enriqueció la canastilla y se portó por costaleros: Después de procesionar durante muchos años sobre un paso a ruedas, en el año 2014 es portado a costal.
Mantiene la costumbre de abrir la procesión con la Imagen de un Niño Jesús, en este caso el Niño de la Paz.

## Imagen Titular
El Niño de la Paz es obra de autor desconocido del siglo XVII. Todo el misterio es del taller de Rabasa-Royo, donde se talló en diferentes cronologías: la del Señor a lomos de un borrico (1945) y las imágenes del hebreo y los dos niños (1960). Destaca sobre todas las demás figuras el Señor sobre la borriquita, por su serenidad y su semblante alegre. Bendice a los fieles con mano derecha y viste una preciosa túnica blanca tallada y primorosamente policromada.

## Escudo de la Cofradía
La enseña de esta Hermandad, desde su fundación es el anagrama de la Congregación Mariana.

## Túnica de la Cofradía
De lana blanca con capillo del mismo color, capa de seda azul con el anagrama mariano bordado. Portan palmas.

## Procesión del Domingo de Ramos
Salida de la Catedral (12:00), Prado, Paseo del Prado, Camarín, Azucena, Plaza del Carmen (12:20), Caballeros, Pasaje de la Merced (12:35), Plaza de la Merced, Toledo, Jacinto, Elisa Cendreros, Paloma, Huertos (12:55), Cardenal Monescillo, Lanza (13:10), Cuchillería, Plaza Mayor (13:25), María Cristina, Feria, Postas (13:35), Alarcos (13:50), Plaza del Pilar (14:10)